# Gran Premio de la FIM de Motociclismo
El Gran Premio de la FIM de Motociclismo fue una carrera de motociclismo de velocidad que se celebró una sola vez, en el Circuito del Jarama en 1993, y fue puntable por el Campeonato Mundial de Motociclismo.

## Ganadores

### Por año
| Año  | Circuito | 125 cc        | 125 cc      | 250 cc         | 250 cc      | 500 cc      | 500 cc      | Resultados |
| Año  | Circuito | Piloto        | Constructor | Piloto         | Constructor | Piloto      | Constructor | Resultados |
| ---- | -------- | ------------- | ----------- | -------------- | ----------- | ----------- | ----------- | ---------- |
| 1993 | Jarama   | Ralf Waldmann | Aprilia     | Tetsuya Harada | Yamaha      | Alex Barros | Suzuki      | Resultados |